# Homo mensura
Homo mensura o El hombre es la medida de todas las cosas es un pensamiento atribuido a Protágoras (480-410 a. C.).
Esta expresión plantea un problema de interpretación, pues puede entenderse que cada individuo es la medida de todas las cosas o que el género humano es la medida de todas las cosas. En el primer caso, obtendríamos un relativismo de carácter individual. Cada persona percibe la realidad de una forma. En el segundo, un relativismo respecto a la especie humana. La humanidad, la sociedad, es la que construye los valores y las costumbres, nada está dado en la naturaleza.
Según el científico del lenguaje José M. Ramírez, la dicotomía establecida por Platón, fuente habitual en la interpretación de Protágoras, entre la subjetividad y la objetividad de los valores, no se constata en los análisis, y propone en cambio que los valores no son objetivos ni subjetivos, sino interaccionales.